# Oliver Hardy

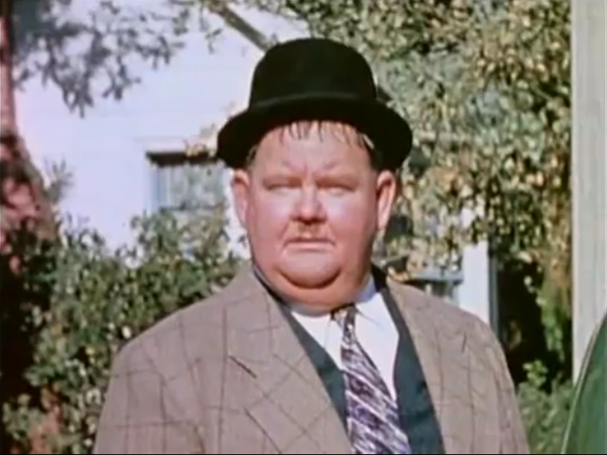
Oliver Hardy im Kurzfilm Im Reagenzglas (1942)

Oliver Norvell Hardy (Spitzname Babe; * 18. Januar 1892 in Harlem, Georgia als Norvell Hardy; † 7. August 1957 in Hollywood, Kalifornien) war ein US-amerikanischer Komiker, Filmschauspieler und Stummfilmregisseur, der vor allem als Teil des legendären Komikerduos Laurel und Hardy (Dick und Doof) weltberühmt wurde. Neben seinem Partner Stan Laurel spielte Hardy hierbei die Figur des wichtigtuerischen Ollie, der Stan nur vermeintlich überlegen ist und oft durch seine Überheblichkeit in missliche Situationen gerät.
In einem Zeitraum von 30 Jahren (1921 bis 1951) drehte das Team zusammen 107 Filme. Vor dem eigentlichen Beginn der künstlerischen Partnerschaft im Jahr 1927 hatte Hardy in etwa 270 Stummfilmen mitgewirkt, von denen nur gut 100 erhalten sind.

## Leben

### Jugend
Norvell Hardy war erst zehn Monate alt, als sein Vater Oliver starb. Er verbrachte seine Jugend in Milledgeville, Georgia, wo seine Mutter ein Hotel betrieb. Er war ein musikalisch begabter, sangeslustiger Junge und nahm neben der Schule eine Zeit lang unregelmäßig Gesangsunterricht am Konservatorium in Atlanta, bei Adolf Dahm-Petersen.

### Berufliche Anfänge
1910 begann er als Geschäftsführer und Filmvorführer des Palace Theater, des ersten Kinos in Milledgeville, zu arbeiten. Dort sah er die frühen Stummfilmkomödien und beschloss, sich in diesem Genre zu versuchen. 1912 verließ er Milledgeville und zog nach Jacksonville (Florida), wo gerade die junge Kinoindustrie aufblühte. Dort fand er jedoch vorerst keine Anstellung in der Filmbranche und musste sich seinen Lebensunterhalt mit Auftritten als Sänger verdienen. Dasselbe tat er, als er 1913 nach Atlanta zog, wo er die erste seiner insgesamt drei Ehefrauen, die Pianistin Madelyn Saloshin, kennenlernte und noch im selben Jahr heiratete.

### Schauspielkarriere

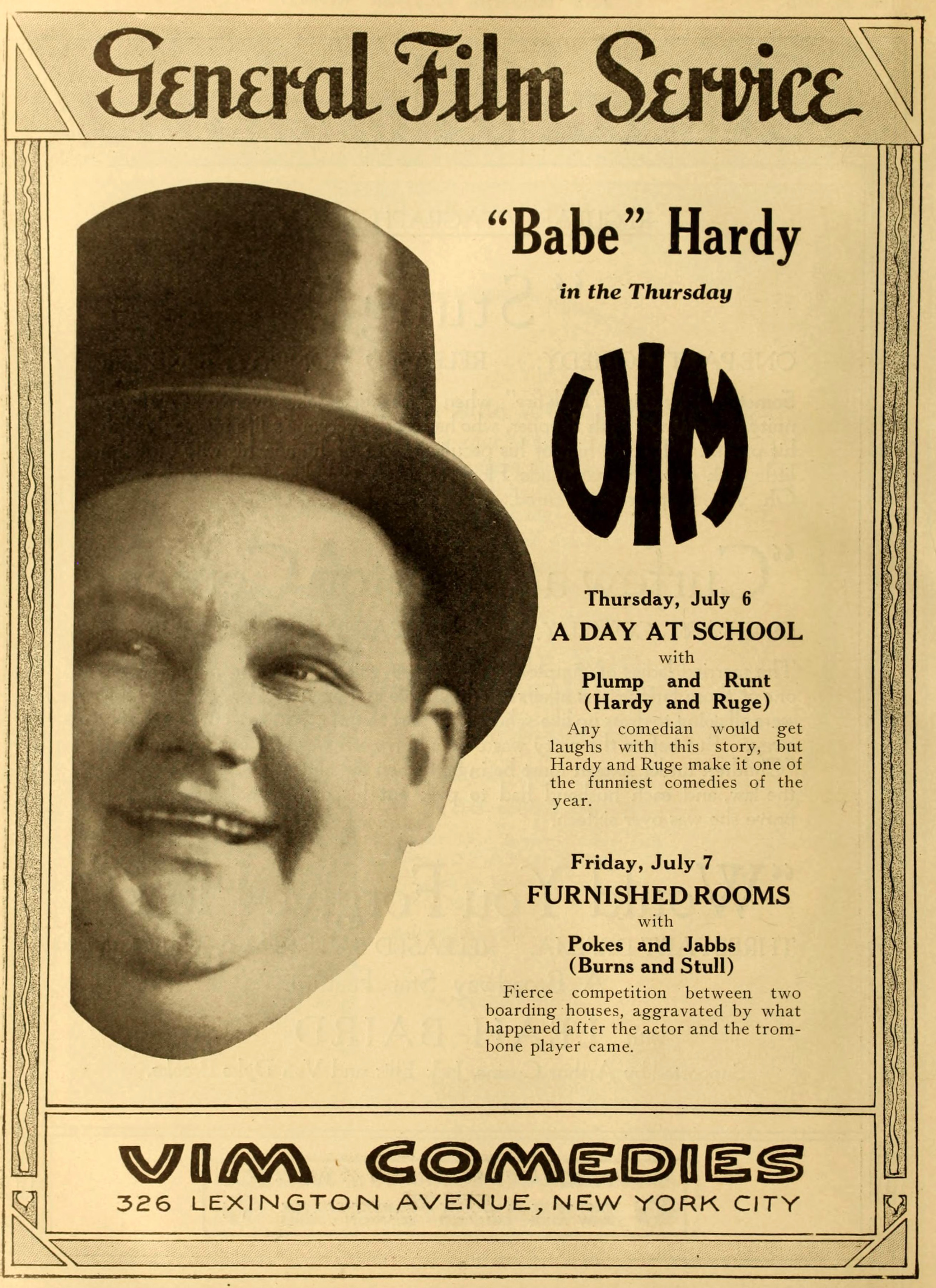
Filmplakat mit Oliver Hardy (1916)

Im Jahr 1914 kehrte er mit seiner Frau nach Jacksonville zurück und fand bei der Lubin Company Arbeit als Filmschauspieler. Sein erster Film war Outwitting Dad. Nach gelungenen Auftritten in Kurzfilmen wie dem erhalten gebliebenen, unabhängig produzierten Something in Her Eye (1915) folgte 1916 für die Vim Comedy Company eine Serie von Einaktern um die Figuren Plump & Runt, in denen er mit Billy Ruge die Hauptrolle spielte. Bei einigen seiner Filme für diese Produktionsfirma konnte er sich auch als Regisseur versuchen.
Nach seinem Weggang von Vim spezialisierte sich Hardy auf die Rolle des „Straight man“, Gegenspielers oder Bösewichts, meist mit der damals üblichen starken Gesichtsbehaarung. In dieser Funktion trat er regelmäßig in den Kurzfilmen des Charlie-Chaplin-Imitators Billy West (1917/18, Hardy in der Eric-Campbell-Rolle) und denen des Komikers Jimmy Aubrey (1919–21) auf, der später in That’s My Wife mitwirkte. Zumindest in Großbritannien war Hardy zu dieser Zeit bereits so populär, dass ihm der Verlag Amalgamated Press (später Fleetway) 1920/21 den Comicstrip The Artful Antics of Babe Hardy widmete (eine Ehrung, die sowohl Aubrey als auch „Solostar“ Laurel verwehrt blieb).
Erstmals 1919 und dann regelmäßig ab 1921 war Hardy unverzichtbarer Bestandteil von Larry Semons damals außerordentlich populären Filmen, die ihn endgültig dem breiten Publikum bekanntmachten. Einen Gauner verkörperte er auch um 1921 in dem Stan-Laurel-Kurzfilm The Lucky Dog, der die beiden künftigen Komikerstars erstmals und rein zufällig gemeinsam zeigte. In Buster Keatons Langfilm-Debüt The Three Ages (Die drei Zeitalter / Ben Akiba hat gelogen!) von 1923 war Hardy trotz eines weitverbreiteten Gerüchts nicht zugegen: Der in diesem Film häufig mit ihm verwechselte Kewpie Morgan spielte später im Laurel & Hardy-Film Babes in Toyland (Rache ist süß / Abenteuer im Spielzeugland) mit. Dennoch war Hardy im Gegensatz zu Laurel auch in langen Stummfilmen zu sehen, u. a. 1925 als Blechmann in Larry Semons Adaption von The Wizard of Oz (Der Zauberer von Oz) und 1927 im Western No Man’s Law.

### Duo mit Laurel

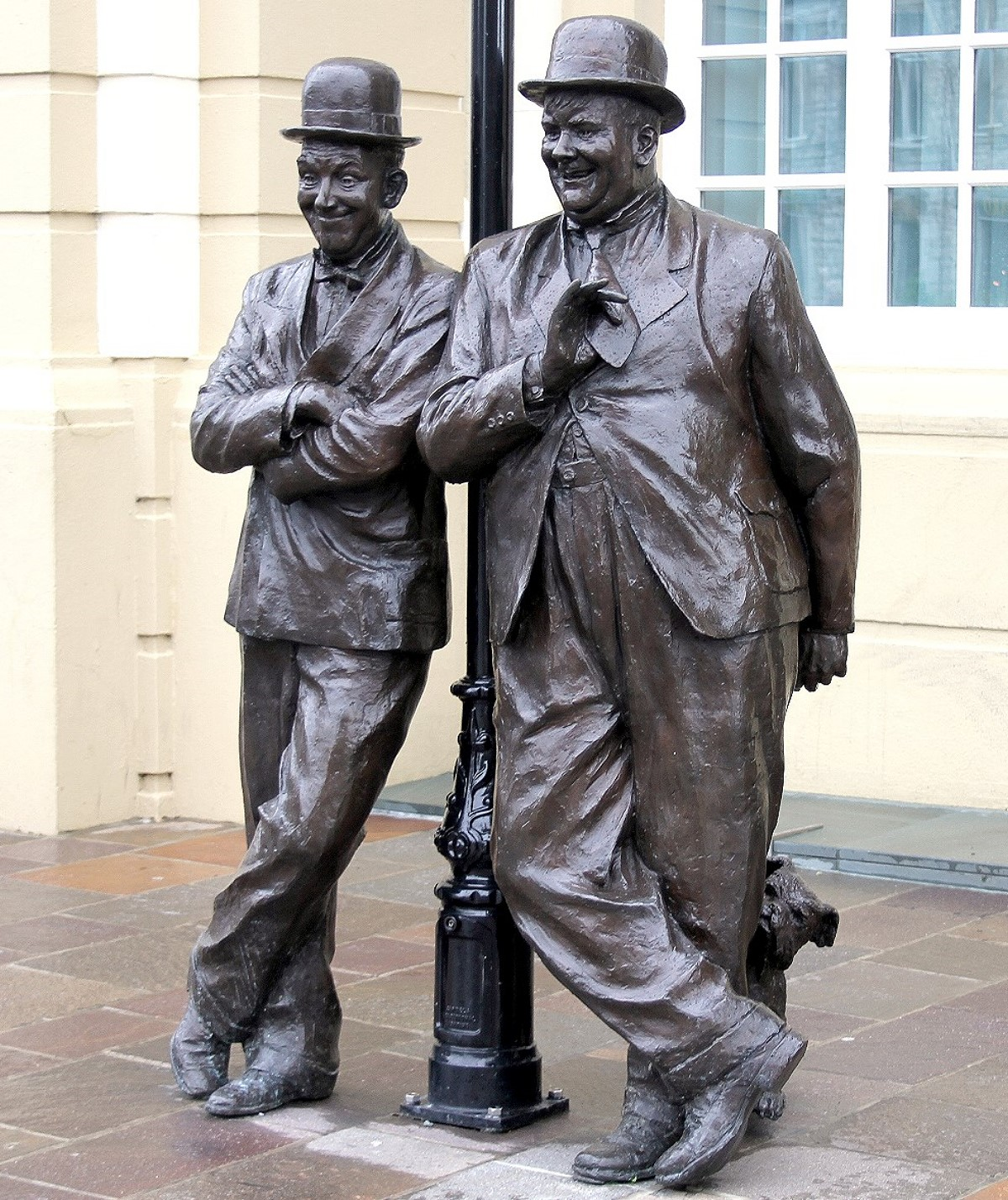
Statuen von Laurel und Hardy in Stan Laurels Geburtsstadt Ulverston

Ab 1925 waren sowohl Hardy als auch Laurel für Hal Roach tätig und standen für den Filmproduzenten mal solo, mal zufällig gemeinsam vor der Kamera. Nachdem Roach von seinem Autor bzw. Regisseur Leo McCarey darauf aufmerksam gemacht worden war, wie gut die beiden harmonierten, nutzte er das Potenzial, indem er Laurel und Hardy ab 1927 systematisch als Team aufbaute. Hardy spielte innerhalb der Partnerschaft meist den angeberischen, sich selbst maßlos überschätzenden Mann von Welt, der an seinen Ansprüchen scheitert; im Verhältnis zum von Laurel verkörperten Charakter war er die vermeintlich überlegene, pompös-respektheischende Vaterfigur, die aber letztlich ähnlich infantile Züge an den Tag legte. Zu Hardys Markenzeichen wurden u. a. sein leidendes, in Großaufnahme an den Zuschauer gewandtes Gesicht, wenn sein Partner wieder einmal einen Fauxpas begangen hatte, das verlegene Wedeln mit seiner Krawatte sowie der Spruch „Well, here’s another nice mess you’ve gotten me into“ („Da hast du mir ja mal wieder eine schöne Suppe eingebrockt“).
Während Laurel am Drehbuch oder Schnitt eines Filmes arbeitete, konzentrierte sich „Babe“, wie Hardy mit Spitznamen genannt wurde, ausschließlich auf den schauspielerischen Part. Er frönte lieber seinem Hobby, dem Golfspielen, was ihm ein niedriges Handicap einbrachte und den Ruf, einer der besten Spieler seiner Zeit gewesen zu sein. Hardy war zudem Freimaurer und Mitglied der Solomon Lodge No. 20 in Jacksonville. Einer der bekanntesten Filme, die auf die Freimaurerei anspielen, ist der Film Die Wüstensöhne (Sons of the Desert) von 1933. Dort begeben sich Stan Laurel und Oliver Hardy auf einen Konvent der Shriners in Chicago, tragen deren Fes und treffen sich in einer Oase (Freimaurerloge).
Während seiner Partnerschaft mit Laurel trat Hardy nur selten ohne diesen auf. 1935 hätte er nach Wunsch des Produzenten David O. Selznick beinahe die Rolle des Micawber in der MGM-Verfilmung von Charles Dickens’ Roman David Copperfield bekommen, wäre der Regisseur, George Cukor nicht dagegen gewesen. Als es 1939 zwischen Laurel und Roach kriselte, gab Letzterer Hardy kurzerhand die Hauptrolle in der Komödie Zenobia (Zenobia, der Jahrmarktselefant), in der auch Ex-Komikerstar Harry Langdon mitwirkte. Es wird oft behauptet, dass Roach die beiden Komiker als neues Duo aufbauen wollte. Dagegen spricht allerdings, dass beide im Film nicht als Team agierten, sondern zumeist jeweils ihre eigenen Szenen hatten.

### Späte Karriere und Tod
Nach dem vorläufigen Ende der gemeinsamen Filmkarriere Laurel und Hardys im Jahr 1945 trat Hardy 1949 noch in dem Western The Fighting Kentuckian (In letzter Sekunde) als komischer Sidekick von John Wayne auf und hatte 1950 einen Kurzauftritt als Rennbahnbesucher neben Bing Crosby im Frank-Capra-Film Riding High (Lach und wein mit mir). 1951 stand er für Atoll K (Dick und Doof erben eine Insel) schließlich doch noch ein letztes Mal mit Laurel vor der Kamera.
Mitte der 1950er-Jahre nahm Oliver Hardy stark ab, um seine Gesundheit zu schonen. Allerdings erlitt er 1956 einen Schlaganfall und war daraufhin fast völlig gelähmt. Nach zwei weiteren Schlaganfällen starb er am 7. August 1957 im Alter von 65 Jahren. Er wurde im Valhalla Memorial Park, Nord-Hollywood in der Freimaurer-Sektion beigesetzt.
Am 18. September 1986 wurde ein Asteroid nach ihm benannt: (2866) Hardy.
Als Andenken an seinen früh verstorbenen Vater stellte er dessen Vornamen stets vor seinen.

## Solo-Filmografie
Vor allem in den frühen Schaffensjahren bis 1927 war Oliver Hardy an sehr vielen Kurzfilmen beteiligt, das erklärt die hohe Anzahl an Filmtiteln.
Die wichtigsten deutschen Synchronsprecher für Hardy waren Arno Paulsen in den 1950er- und 1960er- sowie Michael Habeck in den 1970er-Jahren.
1914 – 1915 –
1916 – 1917 –
1918 – 1919 –
1920 – 1921 –
1922 – 1923 –
1924 – 1925 –
1926 – 1927 –
Spätere Filme – Nicht bestätigte Auftritte

### Filme ohne Stan Laurel (bis 1928)
| - Outwitting Dad - Casey’s Birthday - Building a Fire - He Won a Ranch - The Particular Cowboys - For Two Pins - A Tango Tragedy - A Brewerytown Romance - The Female Cop - Good Cider - Long May It Wave - Who’s Boss? - His Sudden Recovery - The Kidnapped Bride - Worms Will Turn - The Rise of the Johnsons - He Wanted Work - They Bought a Boat - Back to the Farm - Making Auntie Welcome | - Never Too Old - The Green Alarm - A Fool There Was - Pins Are Lucky - Jealous James - When the Ham Turned - The Smuggler’s Daughter - She Married for Love - The Soubrette and the Simp - Kidnapping the Kid - The Honor of the Force - She Was the Other - The Daddy of Them All - Mother’s Baby Boy - The Servant Girl’s Legacy - He Wanted His Pants - Dobs at the Shore - The Fresh Air Cure - Weary Willie’s Rags |

| - The Tramps - The New Adventures of J. Rufus Wallingford - Ethel’s Romeos - Charley’s Aunt - What He Forgot - They Looked Alike - Spaghetti a la Mode - Gus and the Anarchists - Cupid’s Target - Shoddy the Tailor - The Prize Baby - An Expensive Visit - Cleaning Time - Mixed Flats - Safety Worst - The Twin Sister - Who Stole the Doggies? - Baby - A Lucky Strike - Matilda’s Legacy - Capturing Bad Bill - Her Choice | - Cannibal King - It May Be You - What a Cinch - Poor Baby - Not Much Force - The Dead Letter - Clothes Make the Man - The Haunted Hat - Avenging Bill - The Simp and the Sophomores - Babe’s School Days - Fatty’s Fatal Fun - Something in Her Eye - The Crazy Clock Maker - The Midnight Prowlers - Pressing Business - Love, Pepper and Sweets - A Janitor’s Joyful Job - Strangled Harmony - Speed Kings - Mixed and Fixed - Ups and Downs |

| - Bouncing Baby - This Way Out (Plump & Runt) - Chickens - Frenzied Finance - A Special Delivery (P&R) - Busted Hearts - A Sticky Affair (P&R) - Bungles’ Rainy Day - One Too Many (P&R) - Bungles Enforces the Law - The Serenade (P&R) - Bungles’ Elopement - Nerve and Gasoline (P&R) - Bungles Lands a Job - Their Vacation (P&R) - Mamma’s Boys (P&R) - The Battle Royal (P&R, Die Königliche Schlacht) - All for a Girl (P&R) - Hired and Fired - What’s Sauce for the Goose - The Brave Ones (P&R) - The Water Cure (P&R) - Thirty Days (P&R) - Baby Doll (P&R) - The Schemers (P&R) - Sea Dogs (P&R) - Hungry Hearts (P&R) - Never Again (P&R) - The Lottery Man (Langfilm) - Better Halves (P&R) - Edison Bugg’s Invention | - A Day at School (P&R) - A Terrible Tragedy - Spaghetti (P&R) - Aunt Bill (P&R) - The Heroes (P&R) - It Happened in Pikesville - Human Hounds (P&R) - Dreamy Knights (P&R) - Life Savers (P&R) - Their Honeymoon (P&R) - The Try Out - An Aerial Joyride (P&R) - Sidetracked (P&R) - Stranded (P&R) - Love and Duty (P&R, Mit Liebe und Schmerz) - The Reformers (P&R) - Royal Blood (P&R) - The Candy Trail (P&R) - The Precious Parcel (P&R) - A Maid to Order (P&R) - Twin Flats - A Warm Reception - Pipe Dreams - Mother’s Child - Prize Winners - Ambitious Ethel - The Guilty Ones - He Winked and Won - He Went and Won - Fat and Fickle |

| - The Prospectors - The Modiste - Little Nell - The Boycotted Baby - The Love Bugs - The Other Girl - A Mix Up In Hearts - Wanted – A Bad Man - Back Stage (Star: Chaplin-Kopist Billy West) - The Hero (West) - Cupid’s Rival (West) | - The Villain (West) - The Millionaire (West) - The Goat (West) - The Fly Cop (West) - The Chief Cook (West) - The Candy Kid (West) - The Hobo (West) - The Pest (West) - The Band Master (West) - The Slave (West) |

| - The Stranger (West) - Bright and Early (West) - The Rogue (West) - His Day Out (Der Tagesausflug) (West) - The Orderly (West) - The Scholar (West) - The Messenger (West) - The Handy Man (West) | - The Straight and Narrow (West) - Playmates (West) - Beauties in Distress (West) - Business Before Honesty - Hello Trouble - Painless Love - The King of the Kitchen - He’s in Again (West) |

| - Hop, the Bellhop - The Freckled Fish - Lions and Ladies - Soapsuds and Sapheads (Star: Jimmy Aubrey) - Hearts in Hock - Jazz and Jailbirds (Aubrey) - Mules and Mortgages (Aubrey) - Tootsies and Tamales (Aubrey) - Healthy and Happy (Aubrey) | - Flips and Flops (Aubrey) - Yaps and Yokels (Aubrey) - Mates and Models (Aubrey) - Dull Care (Star: Larry Semon) - Squabs and Squabbles (Aubrey) - Bungs and Bunglers (Aubrey) - The Head Waiter (Semon) - Switches and Sweeties (Aubrey) |

| - Dames and Dentists (Aubrey) - Maids and Muslin (Aubrey) - Squeaks and Squawks (Aubrey) - Distilled Love - Fists and Fodder (Aubrey) - Pals and Pugs (Aubrey) - He Laughs Last (Aubrey) | - Springtime (Aubrey) - The Decorator (Aubrey) - The Stage Hand (Semon) - Married to Order (gedreht 1918, Star: Charley Chase) - The Trouble Hunter (Aubrey) - His Jonah Day (Aubrey) - The Backyard (Aubrey) |

| - The Nuisance (Aubrey) - The Mysterious Stranger (Aubrey) - The Blizzard (Aubrey) - The Bakery (Semon) | - The Rent Collector (Der Mieteintreiber) (Semon) - The Tourist (Aubrey) - The Fall Guy (Semon) - The Bell Hop (Semon) |

| - The Sawmill (Semon) - The Show (Semon) - A Pair of Kings (Semon) - Golf (Larrys Golfspielereien) (Semon) | - Fortune’s Mask (Langfilm) - Little Wildcat (Langfilm) - The Agent (Semon) - The Counter Jumper (Semon) |

| - No Wedding Bells (Semon) - The Barnyard (Semon) - The Midnight Cabaret (Semon) | - The Gown Shop (Semon) - Lightning Love (Semon) - Horseshoes (Semon) |

| - Trouble Brewing (Semon) - The Girl in the Limousine (Semon-Langfilm) | - Her Boy Friend (Ein Verehrer) (Semon) - Kid Speed (Semon, Alternativtitel: The Four-Wheeled Terror) |

| - Stick Around (als Duo mit Bobby Ray, Alternativtitel: The Paperhanger’s Helper) - Hey, Taxi! (Duo mit Bobby Ray) - Neptune’s Stepdaughter - Auf nach Illustrien (The Wizard of Oz) (Semon-Langfilm) - Rivals (Star: Billy West) - Wild Papa (erster Film für Hal Roach) - Fiddlin' Around (Billy West) - Ist das Leben nicht schrecklich? (Isn’t Life Terrible?) - (Roach, Star: Charley Chase) | - Hop to It! (Der Hotelpage) (Duo mit Bobby Ray) - The Joke’s on You (Billy West) - Yes, Yes, Nanette (Ja, ja, Nanette) (Roach, Star: James Finlayson) - They All Fall (Duo mit Bobby Ray) - Should Sailors Marry? (Roach, Star: Clyde Cook) - The Perfect Clown (Semon-Langfilm) |

| - Stop, Look and Listen (Semon-Langfilm) - A Bankrupt Honeymoon (Ab hier alle 20er-Jahre-Filme für Hal Roach, außer dem Fox-Western The Gentle Cyclone und dem unerwarteten Abstecher zu Mack Sennett, Crazy to Act.) - Wandering Papas (Clyde Cook) - Madame Mystery - Say It with Babies (Glenn Tryon) - Long Fliv the King (Charley Chase) | - The Cow’s Kimona (Tryon, Szenen entfernt) - The Gentle Cyclone (Langfilm) - Thundering Fleas (Die kleinen Strolche) - Along Came Auntie (Tryon) - Crazy Like a Fox (Fuchsteufelswild) (Chase) - Bromo and Juliet (Bromeo und Julia) (Chase) - Be Your Age (Chase) - The Nickel-Hopper (Mabel Normand) |

| - Two-Time Mama (Tyler Brooke) - Should Men Walk Home? (Normand) - Why Girls Say No (Die unfolgsame Tochter) (Max Davidson) - The Honorable Mr. Buggs - No Man’s Law (Langfilm) | - Crazy to Act - Fluttering Hearts (Chase) - Baby Brother (Die kleinen Strolche) - Love 'Em and Feed 'Em (Davidson) |

| - Galloping Ghosts | - Barnum & Ringling, Inc. (Die kleinen Strolche) |

### Spätere Filme
- Zenobia (Roach-Langfilm mit Harry Langdon) (1939)
- The Fighting Kentuckian (Republic Pictures, in der Hauptrolle John Wayne) (1949)
- Lach und wein mit mir (Paramount, Regie: Frank Capra, nur Cameo) (1950)

### Nicht bestätigte Auftritte
- The Artist’s Model (1916)[4]
- Terrible Kate (1917)[5]
- His Movie Mustache (1917)[6]
- Bad Kate (1917)[7]
- This Is Not My Room (1917)[8]
- Pipe Dreams and Prizes (1920)[9]
- The Perfect Lady (1924)[10]
- Roaring Lions at Home (1924)[11]
- Laughing Ladies (1925)[12]